# 修睿
修睿（1989年—），男，黑龙江林甸人，中国喜剧演员。代表作有《欢乐喜剧人》、《戏剧新生活》等。